# 北の若大輔
北の若 大輔（きたのわか だいすけ、2000年11月12日 - ）は、山形県酒田市出身で、八角部屋所属の現役大相撲力士。本名は齋藤 大輔（さいとう だいすけ）。身長191.0cm、体重160.0kg、血液型はO型。最高位は西前頭14枚目（2024年3月場所）。

## 来歴
酒田市立宮野浦小学校在学中は水泳、野球と複数のスポーツに取り組み、相撲は3年生の時に酒田相撲教室で始めた。4年次にわんぱく相撲全国大会で3位、6年次に全日本小学生相撲優勝大会で2位に入賞している。酒田市立第一中学校では2年次に全国中学校相撲選手権大会2位、3年次に全国都道府県中学生相撲選手権大会で優勝を果たした。中学校卒業後は故郷を離れて埼玉県の埼玉栄高校に進学した。高校の同期には栃神山らがいる。1年次に高校総体団体準優勝、国体少年の部団体優勝としたのを皮切りに、2年次に宇佐大会個人優勝などの経験を重ね、3年次には高校総体の個人戦で優勝し、高校横綱のタイトルを獲得した。3年次には他にも高校総体団体優勝、国体個人・団体優勝、全日本選手権出場などの実績を残している。
高校卒業後は大相撲の八角部屋に入門し、2019年3月場所で初土俵を踏んだ。八角部屋を選んだのは、小学生時代にわんぱく相撲全国大会出場のため同部屋に宿泊した際に、山形県出身の大岩戸ら部屋関係者に優しくしてもらった思い出があるためで、八角部屋の大師匠に当たる北の富士勝昭からも、彼の親族が経営する酒田市のちゃんこ料理店で声をかけられたことがあるという。さらに北の富士は、北の若の入門の際に酒田市役所への表敬訪問にも同行した。そのようなことから北の若は「北の富士の秘蔵っ子」と目されていた。四股名も北の富士にちなんで命名された。
初めて番付に載った5月場所では、東京農業大学相撲部出身の時栄を破る星もあったが6勝1敗に終わった。翌7月場所では時栄に加えて、同学年で相撲未経験者の琴進（後の琴大進）にも敗れて5勝2敗に終わり、9月場所も序二段に留まった。高校横綱経験者が三段目昇進前に序二段で2敗、および序二段に2場所以上在位するのは史上初めて。三段目に上がった同年11月場所では、6連勝スタートとするも、勝てば三段目優勝の7番相撲で元林（後の欧勝竜）に敗れ優勝を逃した。幕下に上がった2020年1月場所以降も勝ち越しを続けて、同年11月場所では西幕下9枚目まで番付を上げたが、入門以来初めての負け越しとなった。「うまさでかわされてしまうこともあります」と負け越しの理由を分析していた。
2021年1月場所は勝ち越したが、最高位を東幕下8枚目に更新して迎えた3月場所は再び負け越しとなり、やや足踏みの状況が続くことになった。東幕下11枚目だった9月場所は1番相撲から6連勝とするも、7番相撲で深井に敗れ幕下優勝と新十両昇進を逃した。しかし、東幕下3枚目で迎えた11月場所は東幕下3枚目で5勝2敗の成績を残し、千秋楽に十両の旭秀鵬を破って新十両昇進濃厚と報じられた。既に十両昇進が半ば既定路線となっていたが、千秋楽の取組後には喜びの声ではなく、将来への抱負を述べていた。場所後の12月1日に行われた番付編成会議により、正式に2022年1月場所での新十両昇進が決定した。酒田市からの関取昇進は史上4人目。同日の新十両昇進会見では昇進できたことに対する安堵を見せ、師匠から前に出る大切さを再三言い聞かされた結果として入門当初とは相撲が変わったことを語った。入門の世話をした大師匠の北の富士は、努力すれば普通に三役になれると期待を寄せた。
十両昇進後はプロの壁に苦しんで11場所に渡って足踏みし、北の富士からも嘆かれた（後述）が、2023年9月場所は東十両2枚目の地位で8勝7敗と勝ち越し、翌11月場所での新入幕の可能性が生まれた。10月30日の11月場所番付発表により正式に新入幕が決定した。酒田市からの幕内昇進は史上2人目。大器と期待していた北の富士に入幕の報告をした際には「遅い」と辛口のコメントを貰ったという。新入幕の11月場所では5勝10敗と負け越し、1場所で十両陥落となった。
しかし2024年1月場所は西十両3枚目で10勝5敗と勝ち越し1場所で幕内復帰。しかし3月場所は3勝12敗に終わり2度目の幕内も1場所で十両降格となる。5月場所は初日から3日目まで休場していたが、そのまま全休すると幕下陥落が確実であったため4日目から途中出場し、11日目に十両残留を決定的とする4勝目を挙げると千秋楽まで5連勝で勝ち越す。東十両3枚目で迎えた7月場所は千秋楽に勝ち越しを決め8勝7敗。他力士との成績の兼ね合いで9月場所で3場所ぶり3度目の幕内昇進を果たす。しかし同場所は2勝1敗から5連敗、9日目からの3連勝で盛り返すも直後の3連敗で6勝9敗に終わり、11月場所は東十両筆頭に陥落。11月は9勝6敗で終え、同後に地元の酒田市で開催された激励会では「来場所は幕内に戻れそうで、北の富士さんにもいい報告ができるとホッとしている。亡くなった日は自分の誕生日でもあり、なにかメッセージを残してくれたように感じる。よりいっそう、相撲に精進していきたい」と述べ「来年は幕内で初めての勝ち越しを地元に届けたい」と意気込みを語った。
2025年1月、4度目の入幕を果たすが、4勝3敗で迎えた中日の取組で敗れた際右腓骨骨幹部を骨折し、9日目から休場した。結局4度目の入幕も1場所限りとなり3月場所は西十両2枚目に降格したが、1月の怪我がまだ癒えておらず初日から全休し、5月場所では東幕下筆頭に置かれ関取の座を失った。

## 取り口
入門当初は差しに行ったり変化気味に深い上手を取りに行ったりする安易な相撲が目立ったが、部屋の関取衆・親方衆からの指導によりこれらの悪癖が抜け、十両昇進時点では前に出る相撲に徹するようになった。八角によると高校横綱としてのプライドが邪魔して入門から2年の間において前に出る押し相撲の重要性を理解しなかったのが、関取昇進までに約3年を要した原因だったという。2022年1月場所3日目、NHK大相撲中継解説の席についていた北の富士が「幕下時代よりも体がよく動いているし、伸び伸び取れてスケールの大きな相撲で、この相撲を磨きあげていけばいいんじゃないでしょうかね」と評していた。
しかし2022年7月場所6日目の千代栄戦で立ち腰でもろ差しを取られて右掬い投げに転がる相撲を北の富士から「いいところなしの完敗である。こんな相撲を取っているようでは将来はない。入門して3年。何の進歩も見られない。むしろ高校生のころの方が強かったと思う。先場所のけがが治りきっていないということだが、そんな言い訳は通用しない。けがはつき物だ。稽古不足に尽きる」と酷評された。2023年1月場所9日目の朝乃山戦に完敗した際も北の富士から「体を見ただけで稽古不足がわかる。同じ年の平戸海なんかは、はち切れそうな体に鍛えているのに対し、北の若には若さの割に筋肉らしいものが見当たらない」「稽古に励まないと、この力士はこのまま終わりとなりかねない。期待が大きかっただけに、情けなくて涙も出ない」と評された。
2023年11月場所前にも師匠が稽古場で腰高の矯正のために熱心に指導していた。

## エピソード
- 2022年1月場所3日目の北の富士のコラムで「熱海富士、王鵬、北の若の3人が将来協会を引っ張る存在になるかも」と評された[22]。
- 協会公式プロフィールによると、好きな映画は『ミッション:インポッシブル』シリーズ、好きなテレビ番組は『ダウンタウンのガキの使いやあらへんで!』[23]。
- 2024年9月場所中、同郷の漫画家・佐藤タカヒロの代表作『バチバチ』の主人公・鮫島鯉太郎が描かれた化粧廻しで幕内土俵入りに参加し、話題となった[24]。
- 2024年11月場所、9日目の玉正鳳萬平戦で髷を摑んで反則負けを喫し、11日目の東白龍雅士では逆に髷を摑かまれて反則勝ちになるという、1場所で勝ち負け両方の反則を記録する珍しい経験をしている[25]。

## 主な成績
2025年7月場所終了現在

### 通算成績
- 通算成績：215勝176敗28休（38場所）
- 幕内成績：18勝36敗6休（4場所）

### 場所別成績
| | 一月場所 初場所（東京） | 三月場所 春場所（大阪） | 五月場所 夏場所（東京） | 七月場所 名古屋場所（愛知） | 九月場所 秋場所（東京） | 十一月場所 九州場所（福岡） |
| --- | ----------------------- | ----------------------- | ----------------------- | --------------------------- | ----------------------- | --------------------------- |
| 2019年 （平成31年 /令和元年） | x                       | （前相撲）              | 東序ノ口16枚目 6–1      | 西序二段46枚目 5–2          | 東序二段7枚目 6–1       | 東三段目46枚目 6–1          |
| 2020年 （令和2年） | 東幕下57枚目 5–2        | 東幕下34枚目 5–2        | 感染症拡大 により中止   | 西幕下20枚目 4–3            | 西幕下14枚目 4–3        | 西幕下9枚目 3–4             |
| 2021年 （令和3年） | 東幕下11枚目 4–3        | 東幕下8枚目 3–4         | 東幕下14枚目 3–4        | 東幕下21枚目 5–2            | 東幕下11枚目 6–1        | 東幕下3枚目 5–2             |
| 2022年 （令和4年） | 西十両12枚目 8–7        | 東十両10枚目 11–4       | 東十両5枚目 3–7–5       | 東十両12枚目 8–7            | 西十両11枚目 10–5       | 西十両6枚目 6–9             |
| 2023年 （令和5年） | 西十両8枚目 5–10        | 西十両11枚目 8–7        | 西十両10枚目 8–7        | 西十両5枚目 10–5            | 東十両2枚目 8–7         | 東前頭17枚目 5–10           |
| 2024年 （令和6年） | 西十両3枚目 10–5        | 西前頭14枚目 3–12       | 西十両5枚目 8–5–2       | 東十両3枚目 8–7             | 西前頭16枚目 6–9        | 東十両筆頭 9–6              |
| 2025年 （令和7年） | 西前頭15枚目 4–5–6      | 西十両2枚目 休場 0–0–15 | 東幕下筆頭 3–4          | 西幕下3枚目 4–3             | x                       | x                           |
| 各欄の数字は、「勝ち-負け-休場」を示す。 優勝 引退 休場 十両 幕下 三賞：敢=敢闘賞、殊=殊勲賞、技=技能賞 その他：★=金星 番付階級：幕内 - 十両 - 幕下 - 三段目 - 序二段 - 序ノ口 幕内序列：横綱 - 大関 - 関脇 - 小結 - 前頭（「#数字」は各位内の序列） |                         |                         |                         |                             |                         |                             |

## 合い口
2025年7月場所終了現在
| 力士名   | 勝数 | 負数 | 力士名 | 勝数 | 負数 | 力士名   | 勝数 | 負数 | 力士名 | 勝数 | 負数 |
| -------- | ---- | ---- | ------ | ---- | ---- | -------- | ---- | ---- | ------ | ---- | ---- |
| 一山本   | 1    | 2    | 遠藤   | 0    | 2    | 欧勝馬   | 0    | 1    | 阿武剋 | 0    | 2    |
| 王鵬     | 0    | 2    | 輝     | 2    | 0    | 金峰山   | 1    | 2    | 琴勝峰 | 0    | 1    |
| 佐田の海 | 1    | 2    | 正代   | 0    | 1    | 湘南乃海 | 0    | 1    | 白熊   | 0    | 1    |
| 大奄美   | 0    | 1    | 宝富士 | 0    | 2    | 尊富士   | 0    | 1    | 玉正鳳 | 1    | 0    |
| 玉鷲     | 0    | 1    | 美ノ海 | 0    | 3    | 剣翔     | 0    | 1    | 東白龍 | 1    | 0    |
| 時疾風   | 1    | 0    | 友風   | 0    | 1    | 錦木     | 0    | 2(1) | 錦富士 | 3    | 0    |
| 平戸海   | 0    | 1    | 武将山 | 0    | 1    | 妙義龍   | 0    | 2    | 伯桜鵬 | 0    | 1    |
| 竜電     | 1    | 1    | 狼雅   | 2    | 1    |          |      |      |        |      |      |

## 改名歴
- 北の若 大輔（きたのわか だいすけ）2019年3月場所 -